# Chung Myung-whun
Chung Myung-whun (sinh ngày 22 tháng 1 năm 1953, Seoul) là một nghệ sĩ piano và nhạc trưởng Hàn Quốc. Là một sinh viên của Olivier Messiaen, ông   nổi tiếng với những diễn giải của ông về các tác phẩm của nhà soạn nhạc Pháp.

## Sự nghiệp
Từng có thời, ông và những người chị gái, nghệ sĩ violin Chung Kyung-wha và nghệ sĩ cello Chung Myung-wha, biểu diễn cùng nhau với tư cách là Tam tấu Chung. Ông là một người đồng giải nhì trong cuộc thi Tchaikovsky quốc tế năm 1974. Chung đã học việc chỉ huy dàn nhạc tại trường Cao đẳng Âm nhạc Mannes và Trường Juilliard. Ông cũng học piano với Maria Curcio, học trò cuối cùng và là học trò yêu thích của Artur Schnabel. Chung là trợ lý dàn nhạc Giao hưởng Los Angeles trong giai đoạn Carlo Maria Giulini là giám đốc âm nhạc và là người sáng lập dàn nhạc giao hưởng châu Á. Ông cũng là một khách mời dàn nhạc cho Dàn nhạc Inbal, được thành lập năm 1985 để vinh danh nhạc trưởng Eliahu Inbal của Israel.
Tại châu Âu, Chung là chỉ huy trưởng của Rundfunk-Sinfonieorchester Saarbrücken từ năm 1984 đến năm 1990. Ông là chỉ huy trưởng khách mời của Teatro Comunale Florence, từ năm 1987 đến năm 1992. Ông đã chỉ huy nhiều dàn nhạc nổi tiếng của châu Âu và Mỹ và ra mắt tại nhà hát Metropolitan Opera ở New York vào năm 1986 với Simon Boccanegra. Vào cuối mùa giải 1987/88, ông đã nhận được giải Premio (it) Abbiati từ các nhà phê bình Ý, và năm sau là giải thưởng Arturo Toscanini. Từ 1989 đến 1994, Chung là Giám đốc Âm nhạc của Nhà hát Opera Paris. Ông đã khai mạc mùa giải mở màn tại nhà hát Opéra Bastille mới với bộ phim Les Troyens hoàn chỉnh của Berlioz và nhận được những lời khen ngợi từ giới âm nhạc. Năm 1991, Hiệp hội các nhà hát và nhà phê bình âm nhạc Pháp đã đặt tên cho ông là "Nghệ sĩ của năm" và năm 1992 ông nhận được Huân chương Danh dự vì những đóng góp của ông cho nhà hát Opera Paris. Là một nghệ sĩ thu âm độc quyền cho Deutsche Grammophon từ năm 1990, nhiều bản thu âm của ông đã giành được các giải thưởng và giải thưởng quốc tế. Chúng bao gồm Turangalîla-Symphonie và Éclairs sur l'au-delà của Messiaen, Otello của Verdi, Symphonie fantastique của Berlioz, Sheherazade của Rimsky-Korsakov và Chim lửa của Stravinsky, Lady Macbeth of Mtsensk của Shostakovich với Dàn nhạc Opéra Bastille; một loạt các bản giao hưởng và serenade của Dvořák với dàn nhạc Vienna Philharmonic, một bộ phim dành riêng cho âm nhạc thiêng liêng với dàn nhạc dell'Accademia Nazionale di Santa Cecilia, bao gồm bản thu âm đã được trao giải thưởng của Duruflé và Fauré's requiems với Cecilia Bartoli và Bryn Terfel.
Năm 1995, ông được vinh danh ba lần tại Pháp với hạng mục Victoires de la musique, và cũng được đặt tên là Meilleur Chef d'Orchestre de l'Année (nhạc trưởng xuất sắc nhất của năm). Ông đã đạo diễn buổi ra mắt thế giới của tác phẩm cuối cùng của Messiaen: Concert à quatre cho bốn nghệ sĩ độc tấu (piano, cello, oboe, sáo) cùng dàn nhạc, nhà soạn nhạc đã viết dành riêng cho Chung và Orchester de la Bastille. Ông là cố vấn nghệ thuật đặc biệt của dàn nhạc Giao hưởng Tokyo từ năm 2001 và được trao giải cao nhất cho các nhà phê bình Nhật Bản sau các buổi biểu diễn tại Nhật Bản. Ngoài việc được trao nhiều giải thưởng âm nhạc, Chung cũng đã được vinh danh với giải thưởng văn hóa nổi tiếng nhất Hàn Quốc, Huân chương Văn hóa hoặc Huân chương Geum-gwan (vương miện vàng) 관장 관장, vì những đóng góp cho đời sống âm nhạc Hàn Quốc và được đặt danh hiệu là "Người đàn ông của năm "của UNESCO. Ông là Đại sứ cho Chương trình Kiểm soát Thuốc tại Liên hợp quốc và là Đại sứ Văn hóa danh dự của Hàn Quốc, là Đại sứ đầu tiên trong lịch sử của chính phủ Hàn Quốc. Từ năm 1997, ông là Giám đốc âm nhạc của Dàn nhạc giao hưởng châu Á, từ năm 2000, Giám đốc âm nhạc của Orchester philharmonique de Radio France, và từ năm 2001, cố vấn nghệ thuật đặc biệt của Dàn nhạc Giao hưởng Tokyo. Với mùa giải 2012/2013, ông trở thành Hiệu trưởng khách mời đầu tiên trong lịch sử của Staatskapelle Dresden.
Năm 2005, Chung trở thành Hiệu trưởng của dàn nhạc Giao hưởng Seoul. Vào tháng 4 năm 2011, dàn nhạc giao hưởng Seoul đã trở thành dàn nhạc châu Á đầu tiên ký hợp đồng thu âm lớn, cam kết sẽ làm 10 đĩa CD cho Deutsche Grammophon. Chung dẫn đầu dàn nhạc trong buổi biểu diễn đầu tiên tại The Proms vào tháng 8 năm 2014. Vào tháng 9 năm 2011, Chung đã thực hiện một chuyến thăm mang tính đột phá văn hóa đến Bình Nhưỡng, Bắc Triều Tiên, trở lại với một thỏa thuận để thành lập một dàn nhạc gồm các nhạc sĩ từ Bắc và Hàn Quốc.